# Aristolochia maxima
Espèce
Classification phylogénétique
Aristolochia maxima est une espèce de plantes à fleurs de la famille des Aristolochiaceae. C'est une liane originaire des Amériques et des Caraïbes.

## Répartition et habitat
L'espèce est trouvée du sud du Mexique jusqu'au Venezuela, en passant par la Martinique. Elle est présente au Belize, en Colombie, au Costa Rica, au Guatemala, au Honduras, au Mexique, au Nicaragua, au Panamá, au Salvador, au Venezuela et dans les Îles du Vent.
Elle pousse en milieu tropical humide.

## Utilisation
On l'utilise pour traiter des désordres médicaux non spécifiés ou comme nourriture. 